# Gonialoe variegata
Gonialoe variegata (L.) Boatwr. & J.C.Manning, 2014 è una pianta succulenta della famiglia Asphodelaceae, originaria dell'Africa australe.

## Descrizione
La sua altezza non supera i 30 cm. È dotata di foglie succulente di colore verde scuro, con svariate striature di colore verde più chiaro, da cui deriva il nome. Le infiorescenze prodotte sono di colore arancione.

## Distribuzione e habitat
La specie è diffusa in Namibia e Sudafrica.